# Varvára (ort)
Varvára (Varvara) är en ort i Grekland.   Den ligger i prefekturen Chalkidike och regionen Mellersta Makedonien, i den nordöstra delen av landet, 290 km norr om huvudstaden Aten. Varvára ligger 545 meter över havet och antalet invånare är 538.
Terrängen runt Varvára är kuperad. Runt Varvára är det ganska glesbefolkat, med 32 invånare per kvadratkilometer. Närmaste större samhälle är Arnaía, 10,7 km sydväst om Varvára. I omgivningarna runt Varvára växer i huvudsak blandskog.